# Fussball Club Wil 1900 2003-2004
Questa voce raccoglie le informazioni riguardanti il Fussball Club Wil 1900 nelle competizioni ufficiali della stagione 2003-2004.

## Stagione
Nella stagione 2003-2004 il Wil, allenato da Oleksandr Zavarov, Joachim Müller, Stephan Lehmann e Tomáš Matějček, concluse il campionato di Super League al 10º posto. In Coppa Intertoto il Wil fu eliminato al terzo turno dal Nantes.

## Rosa
| N. |                       | Ruolo | Calciatore          |
| -- | --------------------- | ----- | ------------------- |
| 1  | Svizzera (bandiera)   | P     | Nicolas Beney       |
| 3  | Svizzera (bandiera)   | D     | Massimo Rizzo       |
| 4  | Svizzera (bandiera)   | D     | Philippe Montandon  |
| 5  | Svizzera (bandiera)   | D     | Patrick Winkler     |
| 6  | Svizzera (bandiera)   | D     | Umberto Romano      |
| 7  | Svizzera (bandiera)   | C     | Peter Eugster       |
| 9  | Ucraina (bandiera)    | C     | Valentin Poltavets  |
| 10 | Brasile (bandiera)    | C     | Fabinho             |
| 11 | Brasile (bandiera)    | A     | Rogério             |
| 13 | Brasile (bandiera)    | D     | Rosemir             |
| 14 | Svizzera (bandiera)   | C     | Markus Gsell        |
| 15 | Portogallo (bandiera) | A     | Miguel Helder       |
| 16 | Svizzera (bandiera)   | D     | Mario Schönenberger |

| N. |                       | Ruolo | Calciatore      |
| -- | --------------------- | ----- | --------------- |
| 17 | Svizzera (bandiera)   | C     | Davide Callà    |
| 18 | Svizzera (bandiera)   | P     | Daniel Lopar    |
| 19 | Svizzera (bandiera)   | C     | Stefan Blunschi |
| 20 | Svizzera (bandiera)   | C     | Nenad Savić     |
| 21 | Svizzera (bandiera)   | D     | Stephan Balmer  |
| 22 | Kosovo (bandiera)     | C     | Kristian Nushi  |
| 23 | Ghana (bandiera)      | A     | Felix Mordeku   |
| 24 | Svizzera (bandiera)   | C     | Ivan Previtali  |
| 7  | Kosovo (bandiera)     | D     | Ifraim Alija    |
| 2  | Svizzera (bandiera)   | D     | Marco Hämmerli  |
| 6  | Svizzera (bandiera)   | A     | Nezbedin Selimi |
| 25 | Montenegro (bandiera) | A     | Anes Zverotic   |

## Organigramma societario
Area tecnica
- Allenatore: Joachim Müller
- Allenatore in seconda: Stephan Lehmann
- Preparatore dei portieri:
- Preparatori atletici:

## Calciomercato

### Sessione estiva
| Acquisti | Acquisti           | Acquisti     | Acquisti |
| R.       | Nome               | da           | Modalità |
| -------- | ------------------ | ------------ | -------- |
| D        | Rosemir            | Opava        |          |
| D        | Stephan Balmer     | Thun         |          |
| A        | Miguel Helder      | Dresdner SC  |          |
| A        | Felix Mordeku      | Al-Wahda     |          |
| C        | Valentin Poltavets | Arsenal Kiev |          |
| C        | Ivan Previtali     | Kriens       |          |
| A        | Rogério            | Portuguesa   |          |

| Cessioni | Cessioni         | Cessioni             | Cessioni |
| R.       | Nome             | a                    | Modalità |
| -------- | ---------------- | -------------------- | -------- |
| D        | Marco Hämmerli   | Gossau               |          |
| D        | Philipp Meyer    | Austria Lustenau     |          |
| D        | Thomas Balmer    | San Gallo            |          |
| A        | Yacouba Bamba    | YF Juventus          |          |
| P        | Darko Damjanovic | Kreuzlingen          |          |
| D        | Daniel Hasler    | Vaduz                |          |
| A        | Gerardo Morales  | Montevideo Wanderers |          |
| C        | Dusan Pavlovic   | San Gallo            |          |
| D        | Dilaver Satilmis | Diyarbakırspor       |          |
| C        | Bruno Sutter     | San Gallo            |          |
| C        | Valmir           | Gossau               |          |
| D        | Marc Zellweger   | San Gallo            |          |
| A        | Anes Zverotic    | Gossau               |          |
| D        | Elsad Zverotić   | Bazenheid            |          |

### Sessione invernale
| Acquisti | Acquisti       | Acquisti | Acquisti |
| R.       | Nome           | da       | Modalità |
| -------- | -------------- | -------- | -------- |
| C        | Nenad Savić    | Lucerna  |          |
| D        | Marco Hämmerli | Gossau   |          |

| Cessioni | Cessioni                | Cessioni   | Cessioni |
| R.       | Nome                    | a          | Modalità |
| -------- | ----------------------- | ---------- | -------- |
| A        | Mauro Lustrinelli       | Thun       |          |
| D        | Alessandro Mangiarratti | Belenenses |          |

## Risultati

### Super League

#### Prima fase, girone di andata
| Arbitro: | Etter |

|                                       |           |           |
| Aziawonou 15’ Obradović 76’ Diogo 82’ | Marcatori | 23’ Rizzo |

| Arbitro: | Laperrière |

|                 |           |               |
| Lustrinelli 20’ | Marcatori | 32’ Miličević |

| Arbitro: | Meier |

|                                        |           |                                   |
| Núñez 9’, 65’ Petrić 19’, 85’ Gane 90’ | Marcatori | 21’ Renggli 58’ Callà 75’ Fabinho |

| Arbitro: | Salm |

|                            |           |                                          |
| Lustrinelli 17’ Romano 90’ | Marcatori | 61’ (rig.) Yakın 76’ Atouba 79’ Streller |

| Arbitro: | Bertolini |

|                      |           |             |
| Disler 1’ Magnin 32’ | Marcatori | 53’ Fabinho |

| Arbitro: | Wildhaber |

|                    |           |                |
| Mangane 82’ (aut.) | Marcatori | 85’ Wiederkehr |

| Arbitro: | Etter |

|                              |           |             |
| Petrosyan 48’, 85’ Keita 73’ | Marcatori | 52’ Rogério |

| Arbitro: | Rutz |

|                                                              |           |             |
| Pavlovic 15’ Tachie-Mensah 67’ (rig.) Barnetta 68’ Jenny 72’ | Marcatori | 82’ Rogério |

| Arbitro: | Laperrière |

|             |           |  |
| Fabinho 81’ | Marcatori |  |

#### Prima fase, girone di ritorno
| Arbitro: | Nobs |

|                             |           |                          |
| Lustrinelli 14’ Rogério 77’ | Marcatori | 47’ Obradović 90’ Jaquet |

| Arbitro: | Salm |

|                                     |           |                                |
| Aegerter 30’ Schneider 33’ Rama 36’ | Marcatori | 40’ Renggli 69’ (rig.) Fabinho |

| Arbitro: | Beck |

|                |           |                      |
| Callà 63’, 90’ | Marcatori | 58’ (aut.) Montandon |

| Arbitro: | Laperrière |

|                                       |           |  |
| Streller 4’, 53’ Huggel 36’ Degen 55’ | Marcatori |  |

| Arbitro: | Wildhaber |

|  |           |             |
|  | Marcatori | 76’ Leandro |

| 1924-2004) (Neuchatel 29 ottobre 2003, ore 19:30 CET 15ª giornata | Neuchâtel Xamax | 0 – 0 referto | Wil | La Maladière (3 000 spett.)\| Arbitro: \| Bertolini \| |
| Arbitro:                                                          | Bertolini       |               |     |                                                        |

| Arbitro: | Rutz |

|                         |           |           |
| Rosemir 86’ Mordeku 87’ | Marcatori | 43’ Matić |

| Arbitro: | Rogalla |

|                         |           |  |
| Rosemir 89’ Mordeku 90’ | Marcatori |  |

| Arbitro: | Nobs |

|                |           |             |
| de Freitas 45’ | Marcatori | 68’ Fabinho |

#### Seconda fase, girone di andata
| Arbitro: | Laperrière |

|  |           |                              |
|  | Marcatori | 38’ Aegerter 60’ Lustrinelli |

| Arbitro: | Petignat |

|  |           |                       |
|  | Marcatori | 53’ Mordeku 73’ Nushi |

| Arbitro: | Leuba |

|           |           |            |
| Nushi 32’ | Marcatori | 4’ Vanetta |

| Arbitro: | Nobs |

|                      |           |                    |
| Gygax 42’ Stanic 78’ | Marcatori | 59’ (rig.) Rogério |

| Arbitro: | Rutz |

|            |           |             |
| Thurre 51’ | Marcatori | 19’ Mordeku |

| Arbitro: | Rogalla |

|             |           |                                        |
| Mordeku 40’ | Marcatori | 30’ Sermeter 83’ Melunovic 89’ Leandro |

| Arbitro: | Wermelinger |

|             |           |                         |
| Cabanas 27’ | Marcatori | 24’ Renggli 77’ Mordeku |

| Arbitro: | Meier |

|              |           |           |
| Blunschi 53’ | Marcatori | 39’ Rossi |

| Arbitro: | Etter |

|                                          |           |  |
| Wolf 4’ Tachie-Mensah 31’, 77’ Jairo 41’ | Marcatori |  |

#### Seconda fase, girone di ritorno
| Arbitro: | Bertolini |

|  |           |                       |
|  | Marcatori | 15’ Merenda 79’ Jairo |

| Arbitro: | Zimmermann |

|                             |           |  |
| Chipperfield 1’ Delgado 58’ | Marcatori |  |

| Arbitro: | Kever |

|                    |           |                                                 |
| Rogério 24’ (rig.) | Marcatori | 51’ (rig.) Núñez 54’, 58’ Eduardo 60’, 73’ Gane |

| Arbitro: | Bertolini |

|                                                       |           |           |
| Leandro 1’ Chapuisat 16’, 64’ (rig.), 76’ (rig.), 84’ | Marcatori | 55’ Nushi |

| Arbitro: | Leuba |

|  |           |                      |
|  | Marcatori | 31’ Mesbah 90’ Kader |

| Arbitro: | Laperrière |

|  |           |           |
|  | Marcatori | 61’ Yasar |

| Arbitro: | Rogalla |

|                                      |           |  |
| Bieli 34’, 38’ Kavelashvili 59’, 77’ | Marcatori |  |

| Arbitro: | Busacca |

|                                |           |  |
| Nushi 1’, 67’ Barea 42’ (aut.) | Marcatori |  |

| Arbitro: | Bertolini |

|                       |           |  |
| Rama 31’ Raimondi 53’ | Marcatori |  |

### Coppa Intertoto
| Arbitro: | Paniashvili |

|                                 |           |           |
| Sektioui 9’ Landzaat 70’ (rig.) | Marcatori | 32’ Callà |

| Arbitro: | Berntsen |

|                                       |           |            |
| Lustrinelli 4’, 78’ Romano 84’ (rig.) | Marcatori | 61’ Caluwé |

| Arbitro: | Ross |

|                       |           |             |
| N'Zigou 50’ Pujol 86’ | Marcatori | 23’ Rogério |

| Arbitro: | Keßler |

|                               |           |                                 |
| Romano 10’ (rig.) Mordeku 23’ | Marcatori | 12’ Yepes 43’ Vahirua 64’ Pujol |

## Statistiche

### Statistiche di squadra
| Competizione    | Punti | In casa | In casa | In casa | In casa | In casa | In casa | In trasferta | In trasferta | In trasferta | In trasferta | In trasferta | In trasferta | Totale | Totale | Totale | Totale | Totale | Totale | DR  |
| Competizione    | Punti | G       | V       | N       | P       | Gf      | Gs      | G            | V            | N            | P            | Gf           | Gs           | G      | V      | N      | P      | Gf     | Gs     | DR  |
| --------------- | ----- | ------- | ------- | ------- | ------- | ------- | ------- | ------------ | ------------ | ------------ | ------------ | ------------ | ------------ | ------ | ------ | ------ | ------ | ------ | ------ | --- |
| Super League    | 29    | 18      | 5       | 5       | 8       | 20      | 27      | 18           | 2            | 3            | 13           | 17           | 46           | 36     | 7      | 8      | 21     | 37     | 73     | -36 |
| Coppa Intertoto | -     | 2       | 1       | 0       | 1       | 5       | 4       | 2            | 0            | 0            | 2            | 2            | 4            | 4      | 1      | 0      | 3      | 7      | 8      | -1  |
| Totale          | 29    | 20      | 6       | 5       | 9       | 25      | 31      | 20           | 2            | 3            | 15           | 19           | 50           | 40     | 8      | 8      | 24     | 44     | 81     | -37 |

### Andamento in campionato
| Giornata  | 1 | 2 | 3 | 4  | 5  | 6 | 7  | 8  | 9  | 10 | 11 | 12 | 13 | 14 | 15 | 16 | 17 | 18 | 19 | 20 | 21 | 22 | 23 | 24 | 25 | 26 | 27 | 28 | 29 | 30 | 31 | 32 | 33 | 34 | 35 | 36 |
| --------- | - | - | - | -- | -- | - | -- | -- | -- | -- | -- | -- | -- | -- | -- | -- | -- | -- | -- | -- | -- | -- | -- | -- | -- | -- | -- | -- | -- | -- | -- | -- | -- | -- | -- | -- |
| Luogo     | T | C | T | C  | T  | C | T  | T  | C  | C  | T  | C  | T  | C  | T  | C  | C  | T  | C  | T  | C  | T  | T  | C  | T  | C  | T  | C  | T  | C  | T  | C  | C  | T  | C  | T  |
| Risultato | P | N | P | P  | P  | N | P  | P  | V  | N  | P  | V  | P  | P  | N  | V  | V  | N  | P  | V  | N  | P  | N  | P  | V  | N  | P  | P  | P  | P  | P  | P  | P  | P  | V  | P  |
| Posizione | 9 | 7 | 8 | 10 | 10 | 9 | 10 | 10 | 10 | 10 | 10 | 9  | 9  | 10 | 10 | 9  | 9  | 8  | 9  | 9  | 8  | 9  | 9  | 9  | 9  | 9  | 9  | 9  | 9  | 10 | 10 | 10 | 10 | 10 | 10 | 10 |

Legenda:

Luogo: C = Casa; T = Trasferta. Risultato: V = Vittoria; N = Pareggio; P = Sconfitta.

### Statistiche dei giocatori
| Giocatore        | Super League | Super League | Super League | Super League | Coppa Intertoto | Coppa Intertoto | Coppa Intertoto | Coppa Intertoto | Totale   | Totale | Totale      | Totale     |
| Giocatore        | Presenze     | Reti         | Ammonizioni  | Espulsioni   | Presenze        | Reti            | Ammonizioni     | Espulsioni      | Presenze | Reti   | Ammonizioni | Espulsioni |
| ---------------- | ------------ | ------------ | ------------ | ------------ | --------------- | --------------- | --------------- | --------------- | -------- | ------ | ----------- | ---------- |
| I. Alija         | 1            | 0            | 1            | 0            | 0               | 0               | 0               | 0               | 1        | 0      | 1           | 0          |
| S. Balmer        | 21           | 0            | 1            | 1            | 3               | 0               | 0               | 0               | 24       | 0      | 1           | 1          |
| N. Beney         | 24           | 0            | 0            | 0            | 6               | 0               | 0               | 0               | 30       | 0      | 0           | 0          |
| S. Blunschi      | 30           | 1            | 5            | 0            | 6               | 0               | 2               | 0               | 36       | 1      | 7           | 0          |
| D. Callà         | 33           | 3            | 5            | 0            | 6               | 2               | 0               | 0               | 39       | 5      | 5           | 0          |
| P. Eugster       | 18           | 0            | 3            | 0            | 3               | 0               | 0               | 0               | 21       | 0      | 3           | 0          |
| F. Fabinho       | 27           | 5            | 6            | 0            | 6               | 0               | 2               | 0               | 33       | 5      | 8           | 0          |
| M. Gsell         | 4            | 0            | 0            | 0            | 1               | 0               | 0               | 0               | 5        | 0      | 0           | 0          |
| M. Helder        | 9            | 0            | 1            | 0            | 3               | 0               | 0               | 0               | 12       | 0      | 1           | 0          |
| M. Hämmerli      | 2            | 0            | 1            | 0            | 2               | 0               | 0               | 0               | 4        | 0      | 1           | 0          |
| D. Lopar         | 12           | 0            | 0            | 0            | 0               | 0               | 0               | 0               | 12       | 0      | 0           | 0          |
| M. Lustrinelli   | 16           | 3            | 2            | 0            | 6               | 3               | 0               | 0               | 22       | 6      | 2           | 0          |
| A. Mangiarratti  | 15           | 0            | 1            | 0            | 6               | 0               | 0               | 0               | 21       | 0      | 1           | 0          |
| P. Montandon     | 32           | 0            | 6            | 0            | 6               | 0               | 1               | 0               | 38       | 0      | 7           | 0          |
| F. Mordeku       | 28           | 6            | 2            | 0            | 1               | 1               | 0               | 0               | 29       | 7      | 2           | 0          |
| K. Nushi         | 28           | 5            | 7            | 1            | 3               | 0               | 0               | 0               | 31       | 5      | 7           | 1          |
| V. Poltavets     | 12           | 0            | 2            | 0            | 0               | 0               | 0               | 0               | 12       | 0      | 2           | 0          |
| I. Previtali     | 9            | 0            | 1            | 0            | 0               | 0               | 0               | 0               | 9        | 0      | 1           | 0          |
| M. Renggli       | 36           | 3            | 3            | 0            | 6               | 0               | 0               | 0               | 42       | 3      | 3           | 0          |
| M. Rizzo         | 24           | 1            | 4            | 0            | 4               | 0               | 1               | 0               | 28       | 1      | 5           | 0          |
| R. Rogério       | 31           | 5            | 5            | 1            | 1               | 1               | 0               | 0               | 32       | 6      | 5           | 1          |
| U. Romano        | 10           | 1            | 3            | 0            | 6               | 2               | 0               | 0               | 16       | 3      | 3           | 0          |
| R. Rosemir       | 15           | 2            | 6            | 0            | 0               | 0               | 0               | 0               | 15       | 2      | 6           | 0          |
| D. Satilmis      | 0            | 0            | 0            | 0            | 2               | 0               | 0               | 0               | 2        | 0      | 0           | 0          |
| N. Savić         | 14           | 0            | 2            | 0            | 0               | 0               | 0               | 0               | 14       | 0      | 2           | 0          |
| M. Schönenberger | 8            | 0            | 2            | 0            | 0               | 0               | 0               | 0               | 8        | 0      | 2           | 0          |
| N. Selimi        | 1            | 0            | 0            | 0            | 0               | 0               | 0               | 0               | 1        | 0      | 0           | 0          |
| P. Winkler       | 31           | 0            | 9            | 1            | 4               | 0               | 3               | 0               | 35       | 0      | 12          | 1          |
| A. Zverotic      | 5            | 0            | 0            | 0            | 0               | 0               | 0               | 0               | 5        | 0      | 0           | 0          |
| E. Zverotić      | 0            | 0            | 0            | 0            | 1               | 0               | 0               | 0               | 1        | 0      | 0           | 0          |